# Frénois (Ardennes)
Frénois is een plaats en voormalige gemeente in het Franse departement Ardennes in de regio Grand Est.
De oudste delen van de parochiekerk Saint-Pierre-Saint-Paul (het schip en de toren) zijn 12e-eeuws. Het koor werd gebouwd in 1624. De kerk werd sterk verbouwd in de 18e en 19e eeuw.

## Geschiedenis
Op 2 september 1870 werd in het Kasteel Bellevue te Frénois de overgave van Frankrijk in de Frans-Duitse Oorlog getekend door Napoleon III in bijzijn van Otto von Bismarck.
Op 1 januari 1965 werd Frénois als onafhankelijke gemeente opgeheven en opgenomen in de gemeente Sedan.